# Eduard Reiter
Eduard Reiter (n. 1847, Fünfhaus⁠(d), Viena, Imperiul Austriac – d. 7 august 1908, Timișoara, Austro-Ungaria) a fost un arhitect și întreprinzător vienez, stabilit în 1871 în Timișoara. Cea mai reprezentativă operă a sa este campusul Ordinul Surorilor de Notre Dame din Timișoara, realizând însă și multe alte clădiri.

## Activitate
În 1871 s-a stabilit la Timișoara, unde în 1868 tocmai se aprobase reducerea zonei non aedificandi de la 500 de stânjeni la 300 de stânjeni, ceea ce a eliberat pentru construcții o fâșie de 380 m, zonă interesantă în special în Iosefin.
În afară de proiectarea clădirilor s-a ocupat și de construcții, activitate în care la un moment dat l-a asociat pe fiul său, Alexander. 
În 1894 era unul dintre experții imobiliari ai Comitatului Timiș.
Cea mai mare realizare a sa este campusul Ordinul Surorilor de Notre Dame din Timișoara, lucrare care a început în 1881 cu corpul actualelor licee [[Liceul Teoretic „ Dositei Obradovici” și al Colegiului Național Bănățean. În 1883 a realizat corpul actualului Liceu de Arte Plastice. În 1894 a realizat Biserica Notre Dame din Timișoara, iar în 1895 corpul de clădire de lângă biserică, în care funcționa internatul mănăstirii.
Tot în 1881 a realizat biserica romano-catolică din Ciacova.
În 1892 a realizat biserica romano-catolică din Vinga, ale cărei turnuri au o înălțime de 63 m.
În 1897 a realizat biserica romano-catolică din Mehala.
În 1896 a construit Școala Normală pentru Învățători (maghiară Állami Tanítóképző Intézet) din cartierul Fabric, în care astăzi funcționează Liceul Teoretic „Jean Louis Calderon”.
Altă clădire din Iosefin, realizată de el în 1898, este Palatul Casei de Economii.
Tot în Iosefin a realizat în 1900 Palatul fostei Case Sectoriale de Sănătate (maghiară Kerületi Betegsegélyező Pénztárat), actual Spitalul Clinic Căi Ferate Timișoara.
În 1901 a realizat Palatul Franz Anheuer din Fabric.
În 1903 a realizat Casa Capitului de Cenad din Cetate.
A supraetajat clădiri ca cea a băncii „Timișiana” (în 1900) și Casa József Kossak (în 1902).

Biserici proiectate și realizate de Eduard Reiter
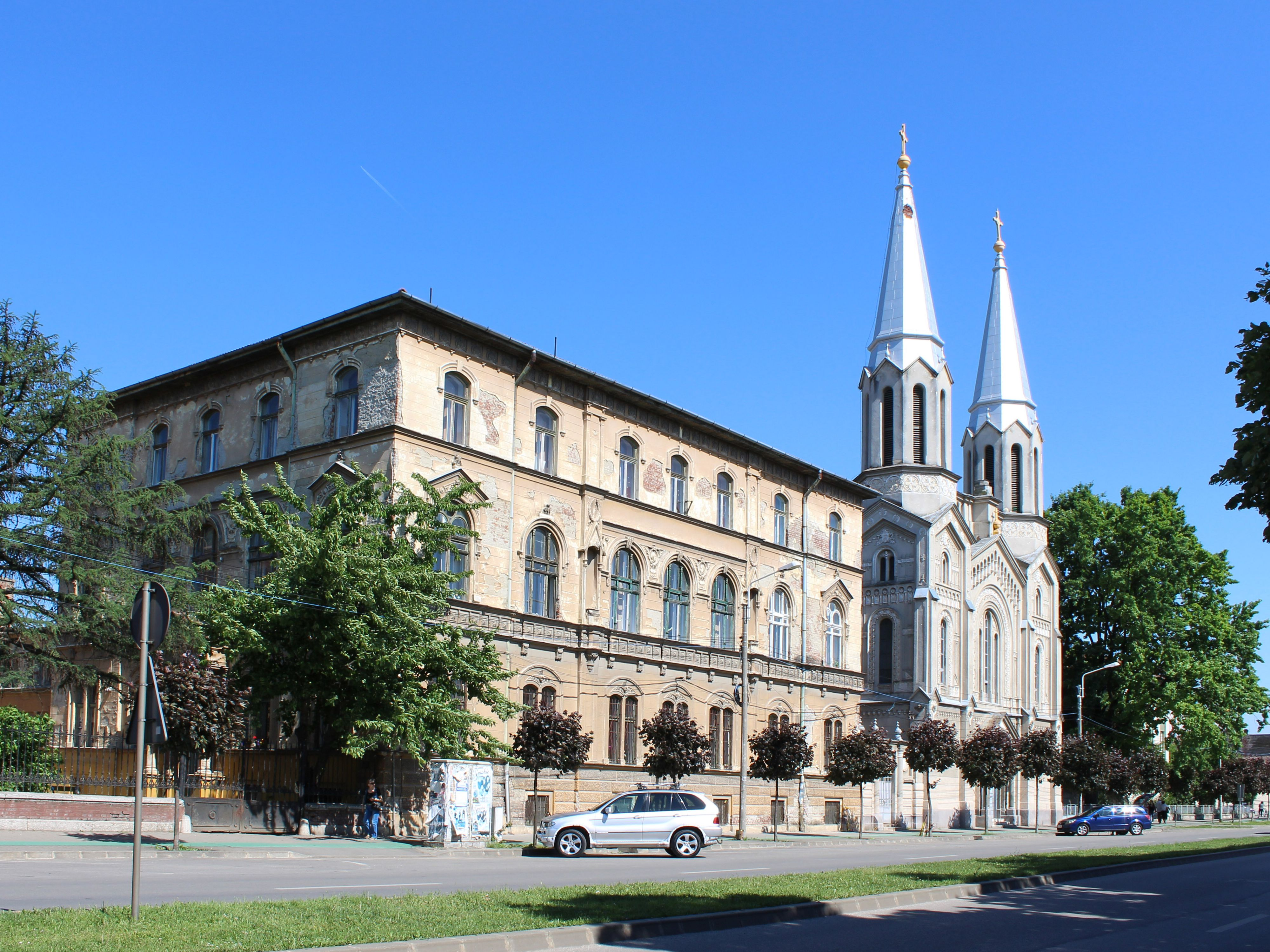
Internatul și biserica Notre Dame
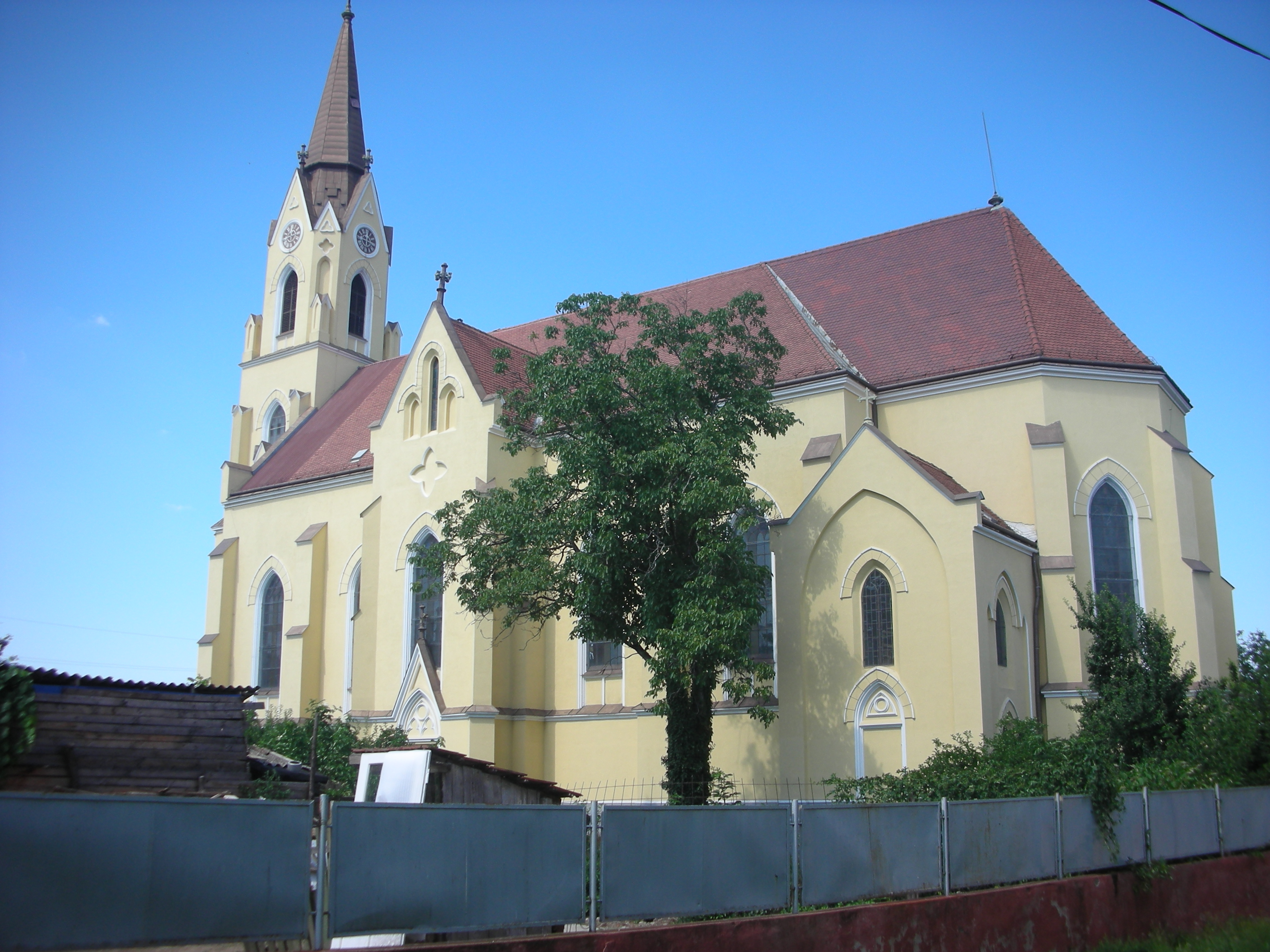
Biserica romano-catolică din Ciacova
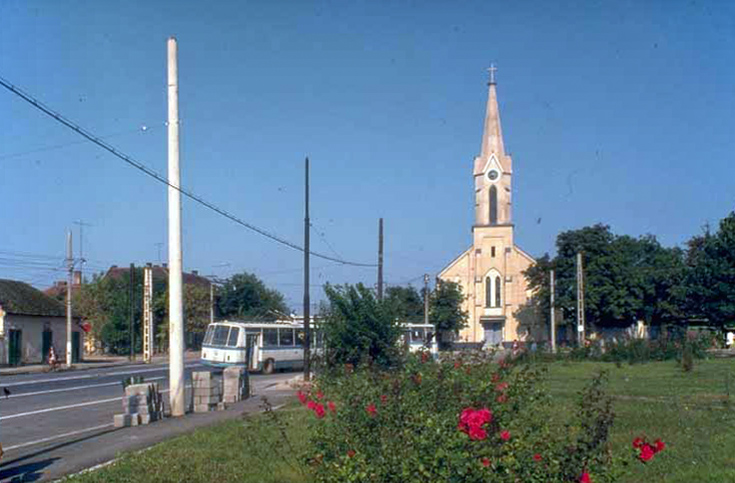
Biserica romano-catolică din Mehala
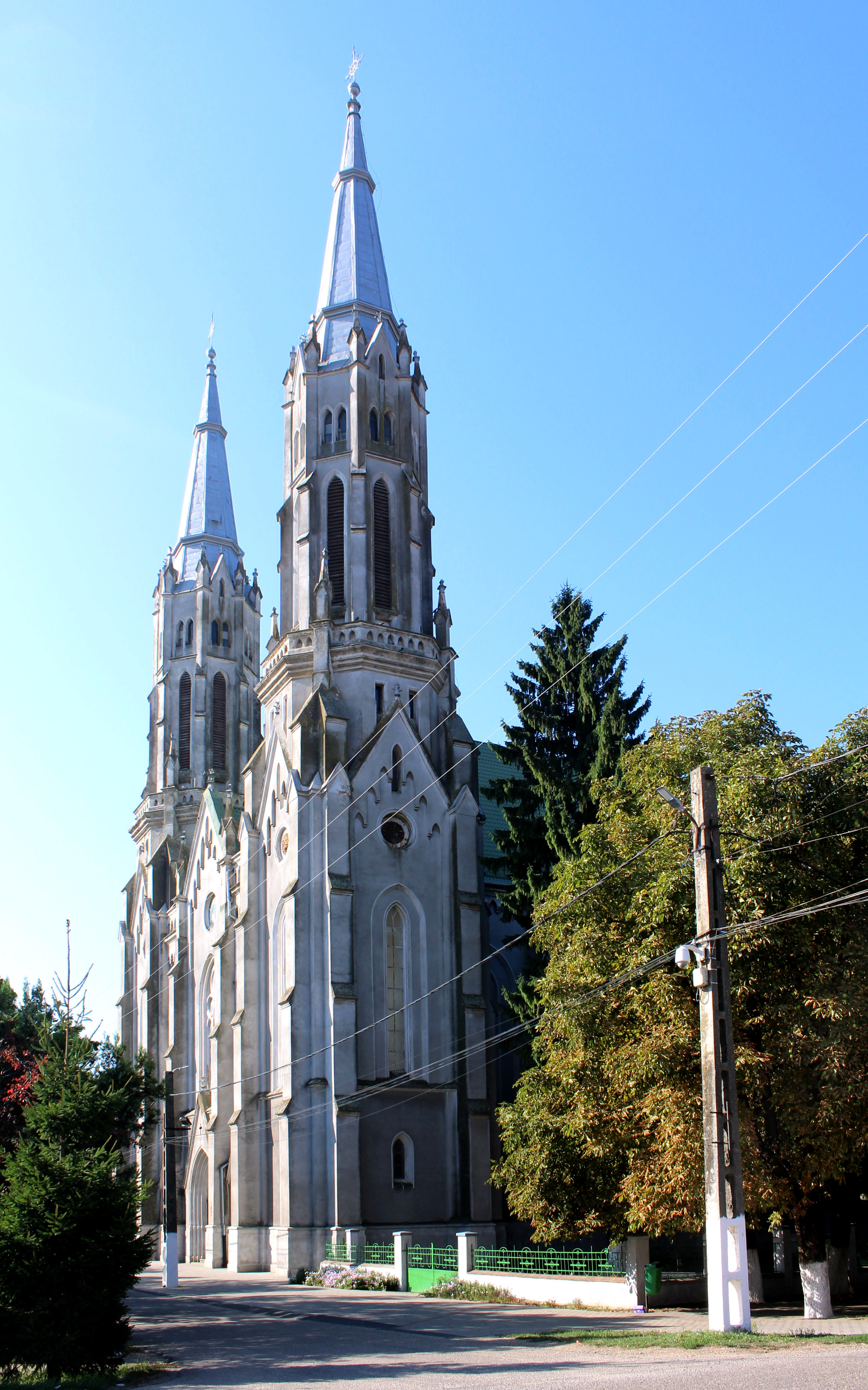
Biserica romano-catolică din Vinga

Clădiri proiectate și realizate de Eduard Reiter
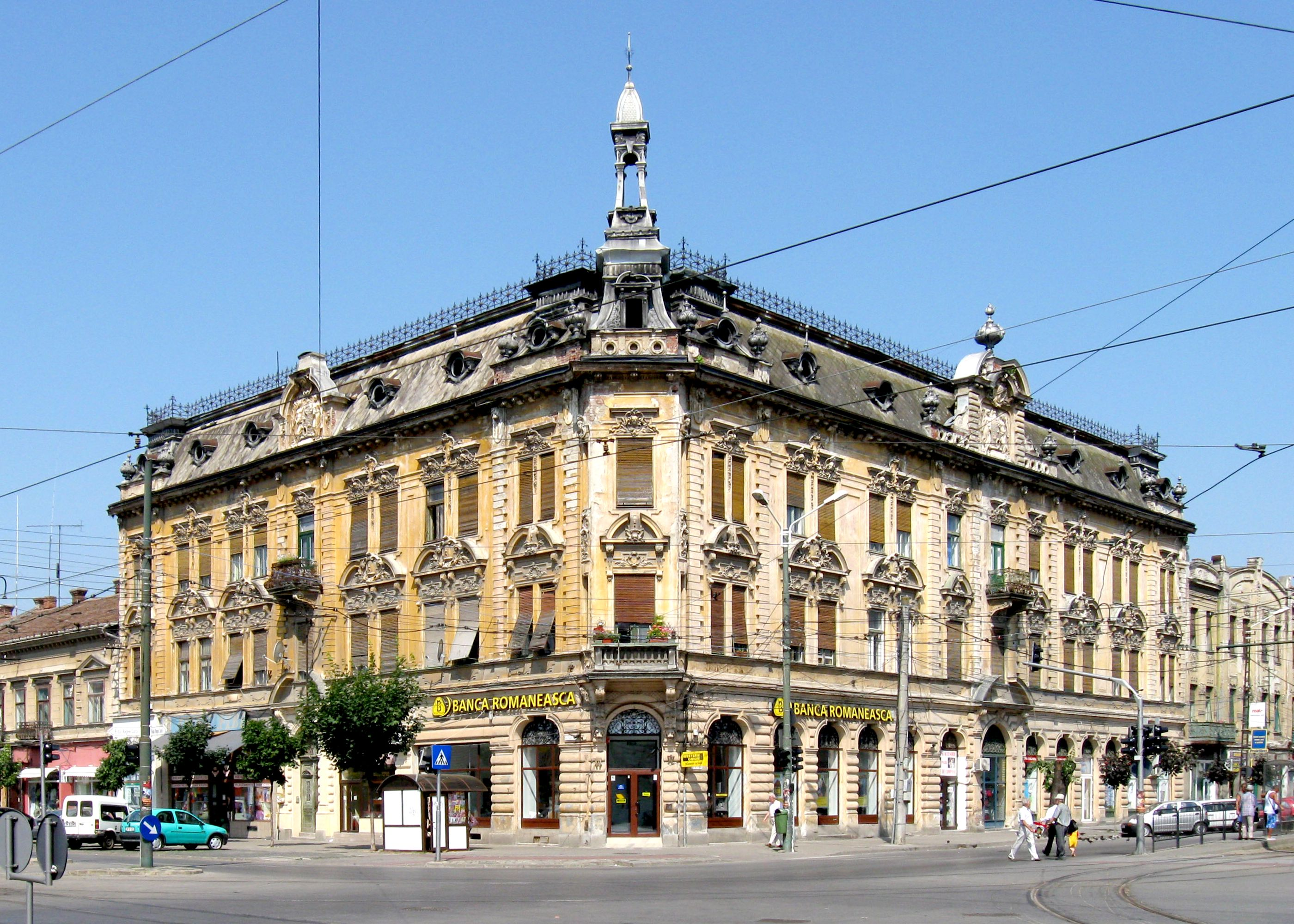
Palatul Casei de Economii
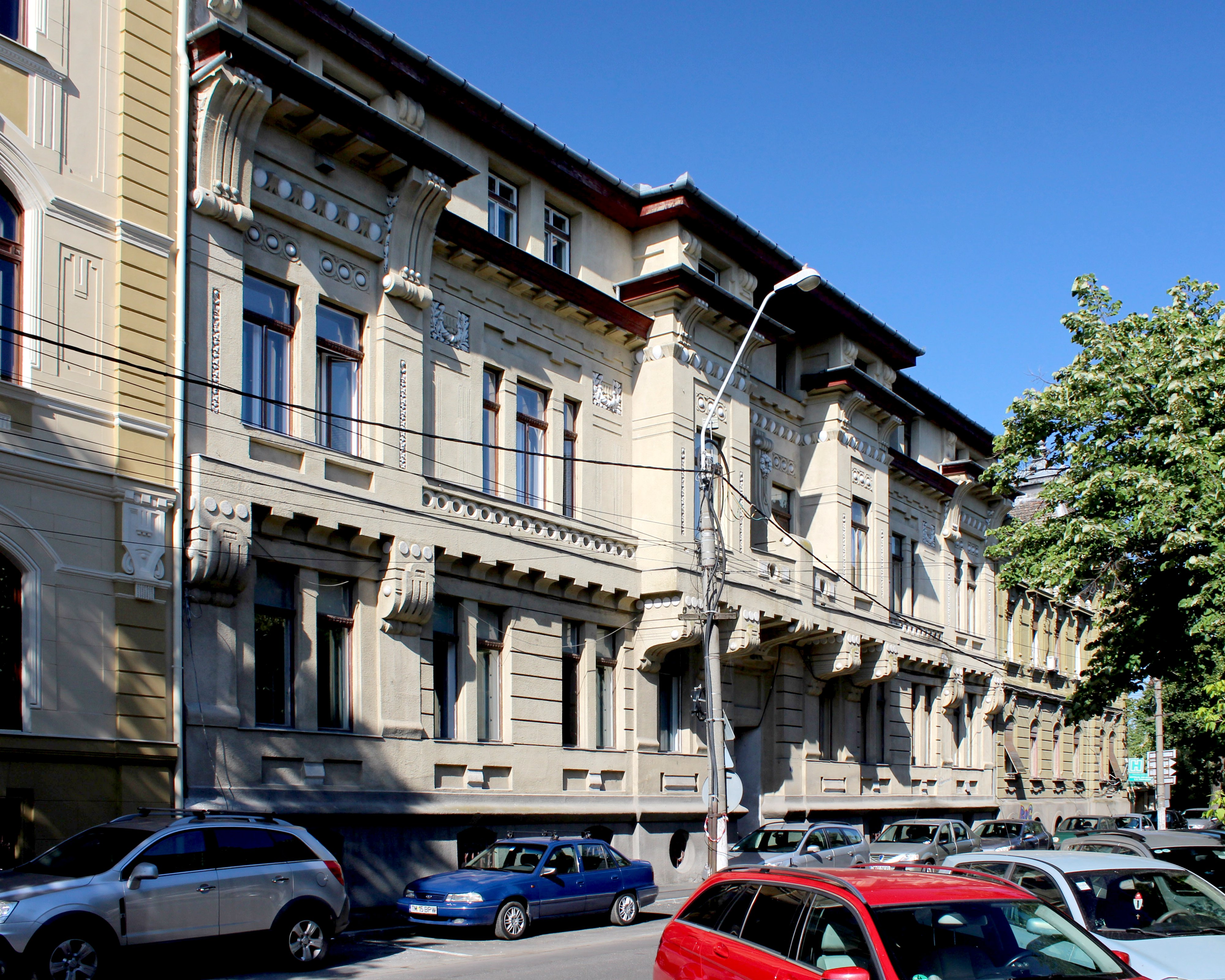
Spitalul Clinic Căi Ferate
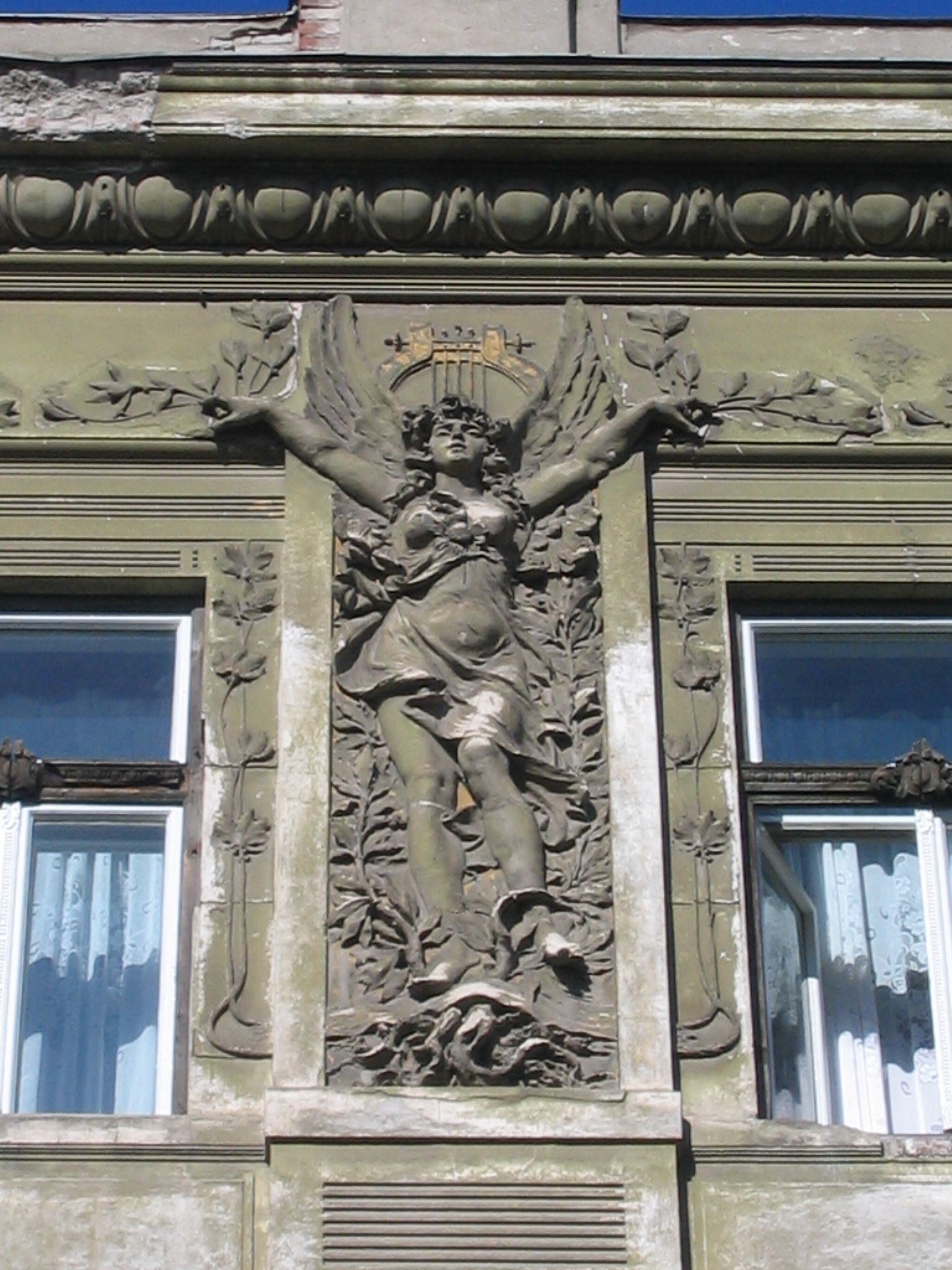
Palatul Anheuer, detaliu
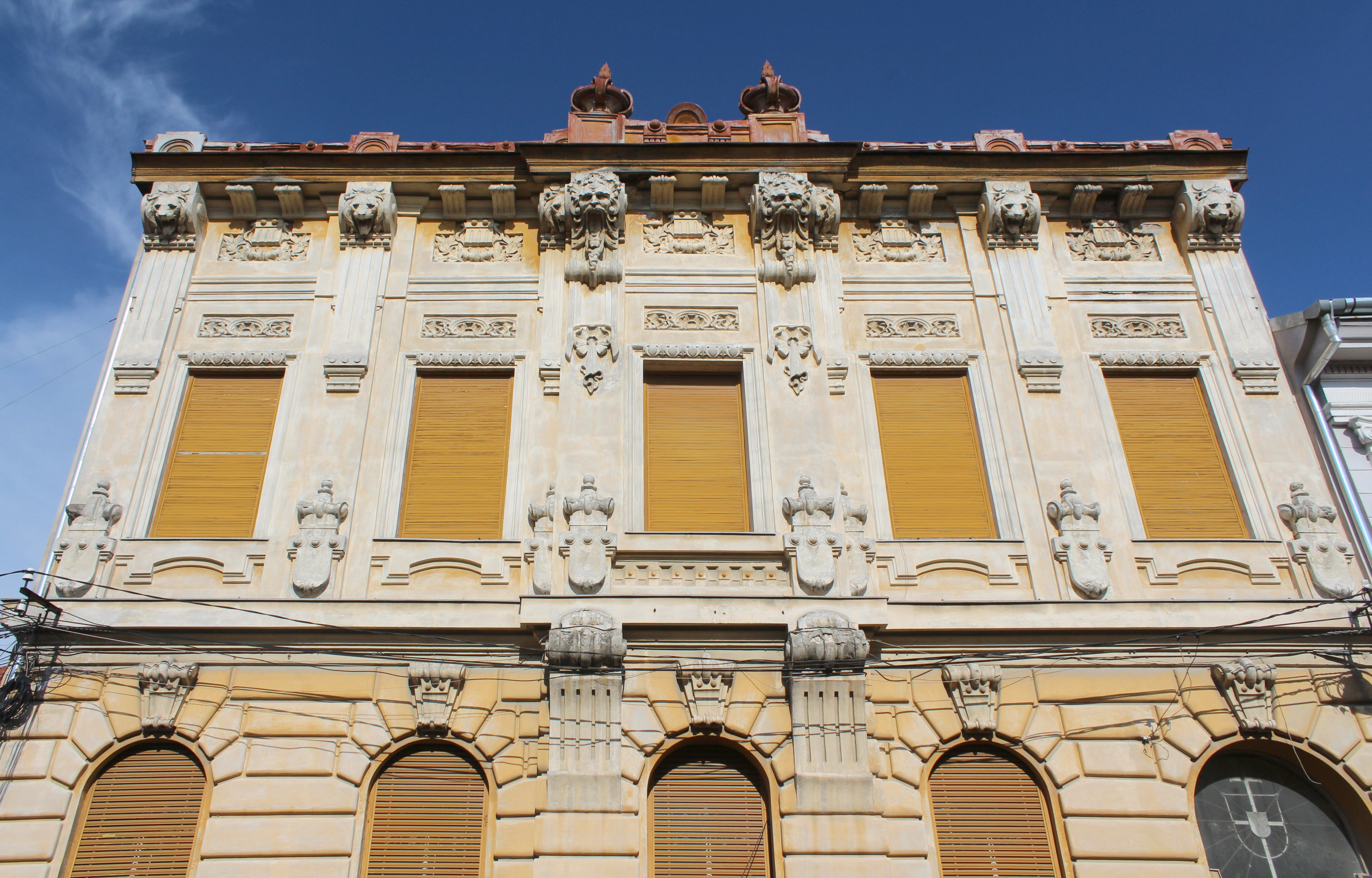
Casa Capitlului de Cenad